# Bobby Benson

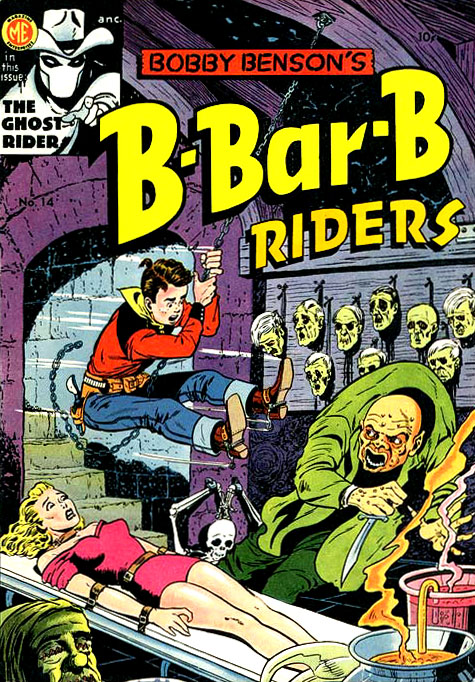
Capa da revista americana do Bobby Benson. Na figura acima à esquerda, o rosto mascarado do Ghost Rider

Bobby Benson é um personagem fictício pioneiro do gênero de western, um garoto órfão que vive em um rancho no Texas, Estados Unidos, nos tempos modernos. 
Surgido em 1932/1933, em um programa de radioteatro estadunidense chamado "The H-Bar-O Rangers", ele teve uma segunda versão em 1949, que ficaria no ar até 1955. Nessa segunda versão, o nome foi mudado para B-Bar-B Riders. O programa contou com a iniciativa de Herbert C. Rice. Na Após a morte de seus pais, Bobby Benson, de 12 anos, herdou o Rancho B-Bar-B em Big Bend, Texas. Esse empreendimento abriu caminho para aventuras, pois, semana após semana, bandidos e outras pessoas más tentavam causar problemas para o rancho e seus moradores. O jovem Bobby foi auxiliado por Tex Mason, seu capataz.

Entre 1950 e 1953, Bobby Benson foi adaptado para os quadrinhos pela Magazine Enterprises, com a participação na arte das histórias de Frank Frazetta.  Nessa revista, Tex Mason assume a identidade do cowboy mascarado Lemonade Kid. No Brasil, as aventuras do personagem foram publicadas na revista "O Guri" com o nome de "Bob Benson".